# Arvydas Janonis
Arvydas Janonis (Kėdainiai, 6 de novembro de 1960) é um ex-futebolista profissional lituano, campeão olímpico . Nos tempos de União Soviética, tinha seu nome russificado para Arvidas Aleksandrovich Yanonis (Арвидас Александрович Янонис, em russo).

## Carreira

### Clubes
Foi um dos destaques do Žalgiris Vilnius, à época o principal clube da então RSS da Lituânia, onde atuou entre 1978, ano em que iniciou a carreira, e 1990. Chamou a atenção do St. Pölten, um clube pequeno da Áustria, mas a autodeclarada independência da Lituânia ainda não estava reconhecida, interferindo na transferência. Esse fator político também anulou suas chances de ir para a Copa do Mundo de 1990.
Janonis, juntamente com os colegas - de Žalgiris e Seleção Soviética - Valdas Ivanauskas, Viačeslavas Sukristovas e Arminas Narbekovas passou um rápido tempo no Lokomotiv Moscou para concretizar o negócio - a URSS já permitia alguns de seus jogadores a atuarem no estrangeiro. A carreira de Janonis começou a decair após dar adeus ao St. Pölten, em 1994. Janonis atuou, sem sucesso, por Wiener e Gerasdorf (clubes de divisões inferiores da Áustria).
Janonis parou de jogar aos 39 anos, no inexpressivo Würmla.

### Seleção
Janonis foi um dos dois lituanos a receber o ouro olímpico nos Jogos Olímpicos de Seul, em 1988 (Arminas Narbekovas foi o outro nativo da Lituânia a participar da competição).
A medalha de ouro conquistada em Seul (último título relevante conquistado pela URSS antes da dissolução do país, em 1991) foi também a última participação de Janonis com a camisa vermelha. Preterido para a Copa de 1990 (assim como Narbekovas), o defensor não teve outra alternativa a não ser vestir a camisa da Seleção da Lituânia, onde jogou por cinco vezes, até 1993.